# Quod natura non dat, Salmantica non præstat

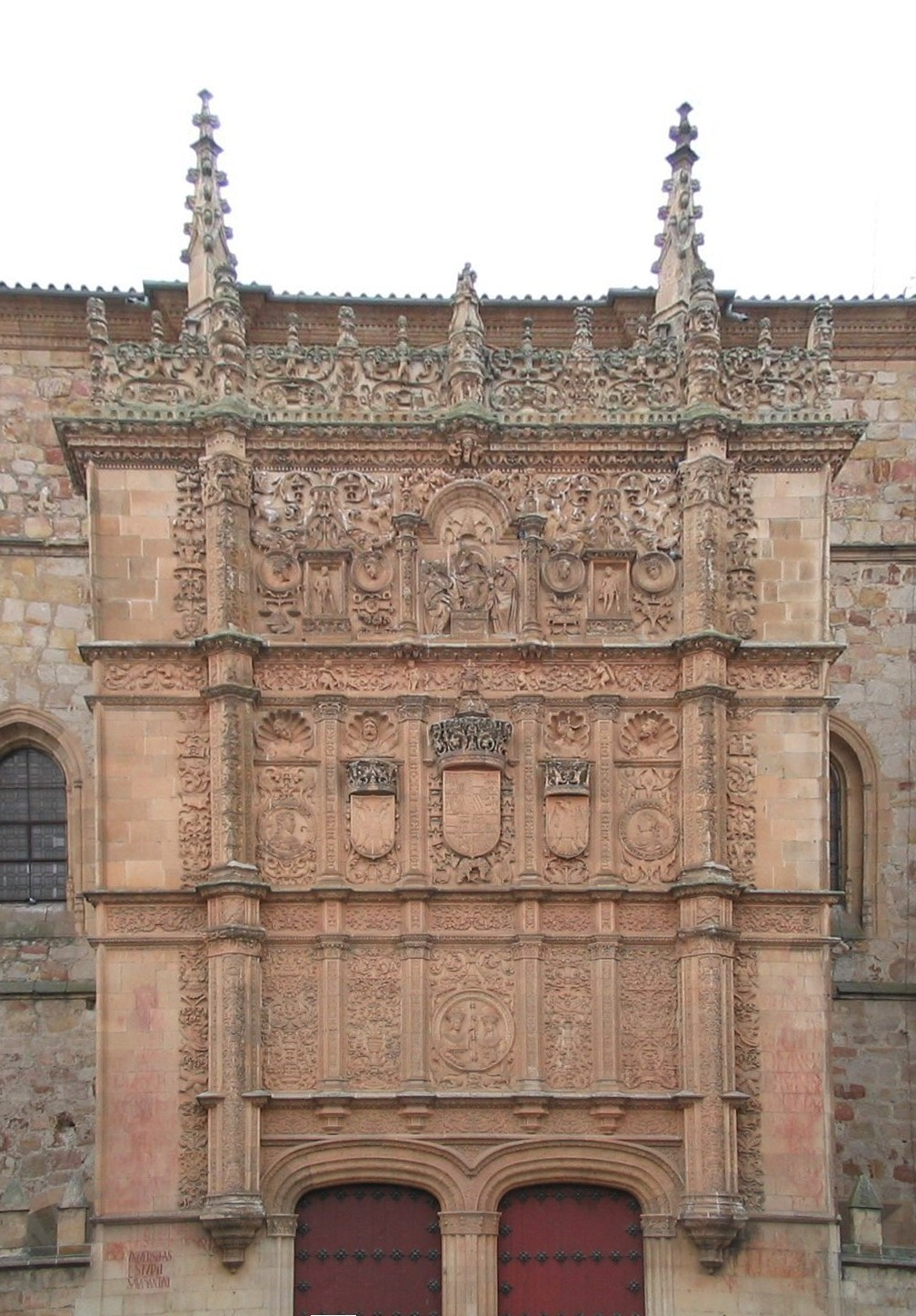
Fachada de la Universidad de Salamanca.

«Quod natura non dat, Salmantica non praestat» (en español: Lo que la naturaleza no da, Salamanca no (lo) otorga), a veces escrito como «Quod natura non dat, Helmantica non praestat», es un proverbio latino que significa que una universidad no puede darle a nadie lo que le negó la naturaleza (caracteres). De este modo, ni la inteligencia, ni la memoria ni la capacidad de aprendizaje son cosas que una universidad pueda ofrecer a sus alumnos.
Aunque el emblema aparece esculpido en la piedra que recibe al visitante en el edificio de las Escuelas Menores de la Universidad de Salamanca, el lema de la propia universidad es «Omnium scientiarum princeps Salmantica docet» («Los principios de todas las ciencias se enseñan en la Universidad de Salamanca»).